# Une femme aux abois
Une femme aux abois (A Woman Hunted) est un téléfilm canadien réalisé par Morrie Ruvinsky et diffusé en 2003.

## Synopsis
Lainie Wheeler vient de sortir d'un centre de réhabilitation où elle avait été internée pour abus de drogues. La jeune femme était, en effet, dépendante aux narcotiques, à cause de son travail. Émotionnellement fragile, Lainie supportait de moins en moins de voir la souffrance et la mort emporter les personnes pour lesquelles elle œuvrait dans un hospice. Aujourd'hui rétablie, Lainie est prête à repartir du bon pied et à retrouver ses deux filles, placées dans une famille d'accueil durant son absence. Mais tout ne tarde pas à basculer. Alors qu'elle rentre chez elle après son premier jour de travail, Lainie tombe en panne sur une route de campagne. Quelques minutes plus tard, un automobiliste lui propose son aide. Il s'agit de Harry Brewer, un joueur de base-ball célèbre. Lainie accepte de l'accompagner jusqu'à un château isolé afin de pouvoir appeler un dépanneur.

## Fiche technique
- Scénario : Morrie Ruvinsky
- Durée : 94 min
- Pays :  Canada

## Distribution
- Alexandra Paul (VF : Véronique Augereau) : Lainie Wheeler
- Linden Ashby (VF : Luc Boulad) : Détective Webster
- Michele Greene : Gloria Parker
- Maxim Roy : Karen Natov
- Dean Hagopian : Détective Fulton
- Jonathan Higgins : Harry Brewer
- Tim Post : Matt Harper
- Sophie Gendron : Marci Brewer
- Chelsea Ceci : Jenny Wheeler
- Tanya Trombetta : Samantha Wheeler
- Danette Mackay : Nancy Soddenfeld
- Michael O'Reilly : Scrappy Lemon
- James O'Regan : Billy Britton
- Vincent Leclerc : Potterman
- Steve Patterson : Policier #1
- Anthony D'Ambrosio : Policier #2
- Peter Dillon : Détective Dixon
- Jim McNabb : Burevitch
- John Dore : Birnbaum
- Louis A. Massicotte : Policier bon plongeur